# Občina Pesnica
Občina Pesnica je jednou z 212 občin ve Slovinsku. Nachází se v Podrávském regionu na území historického Dolního Štýrska. Občinu tvoří 30 sídel, její rozloha je 75,8 km² a k 1. lednu 2017 zde žilo 7 365 obyvatel. Správním střediskem občiny je vesnice Pesnica pri Mariboru.

## Geografie
Okolím občiny prochází cyklistická stezka, která vede podél místních turistických zajímavostí, jako je kostel sv. Marka, Vogrinovo muzeum ve větrném mlýně atd. Občinou vede i oblíbená objízdná trasa českých turistů směřujících k moři do Chorvatska, kteří se vyhýbají slovinské dálnici A1.

## Členění občiny
Občina se dělí na sídla: Dolnja Počehova, Dragučova, Drankovec, Flekušek, Gačnik, Jareninski Dol, Jareninski Vrh, Jelenče, Kušernik, Ložane, Mali Dol, Pernica, Pesnica pri Mariboru, Pesniški Dvor, Počenik, Polička vas, Polički Vrh, Ranca, Ročica, Slatenik, Spodnje Dobrenje, Spodnje Hlapje, Spodnji Jakobski Dol, Vajgen, Vosek, Vukovje, Vukovski Dol, Vukovski Vrh, Zgornje Hlapje, Zgornji Jakobski Dol.